# Palace Entertainment
Palace Entertainment est un groupe appartenant à Parques Reunidos établi en 1998 après l'acquisition de quatre compagnies indépendantes familiales comprenant Camelot Parks, Palace Park, Boomers!, Grand Prix Race-O-Rama et Family Fun Center.
La compagnie dirigea jusqu'à 33 parcs. Certains des parcs étaient directement dirigés par Palace Entertainment, d'autres étaient sous le contrôle d'une chaîne, elle-même sous le contrôle du groupe.
Le 27 février 2006, il fut annoncé que MidOcean Partners allait acquérir Palace Entertainment. Le 24 août 2007, MidOcean Partners revendit Palace Entertainment à Parques Reunidos pour 330 millions de dollars. Cette opération fait de Palace Entertainment la filiale américaine de Parques Reunidos.
Depuis 2009, à la suite de l'achat de Kennywood Entertainment par Parques Reunidos, Palace Entertainment gère les parcs ayant appartenu à Kennywood Entertainment.
CNL Lifestyle Properties, propriétaire de plusieurs parcs gérés par PARC Management annonce le 25 janvier 2011 un changement de gestion. Le parc aquatique WaterWorld est à cette occasion confié à Palace Entertainment.
Le 2 mars 2012, l'entreprise acquiert Noah’s Ark. Celui-ci est le parc aquatique le plus grand d'Amérique.
Le 18 mars 2025, Herschend Family Entertainment Corporation annonce avoir conclu un accord pour acquérir tous les parcs américains de Palace Entertainment, la filiale de Parques Reunidos,,.

## Parcs de loisirs
- Adventureland (Altoona, Iowa)
- Big Kahuna's (Destin, Floride)
- Castle Park (Riverside, Californie)
- Dutch Wonderland (Lancaster, Pennsylvanie)
- Idlewild & Soak Zone (Ligonier, Pennsylvanie)
- Kennywood (Pittsburgh, Pennsylvanie)
- Lake Compounce (Bristol, Connecticut)
- Mountain Creek Waterpark (Vernon, New Jersey)
- Noah's Ark Water Park (Wisconsin Dells, Wisconsin)
- Sandcastle Waterpark (Pittsburgh, Pennsylvanie)
- Sea Life Park Hawaii (Waimanalo, Hawaï)
- Silver Springs Nature Theme Park (Silver Springs, Floride)
- Splish Splash (Riverhead, New York)
- Story Land (Bartlett, New Hampshire)
- Water Country (Portsmouth, New Hampshire)
- WaterWorld (Concord, Californie)
- Wet 'n Wild Emerald Pointe (en) (Greensboro, Caroline du Nord)
- Wild Waters (Silver Springs, Floride)

## Chaînes
- Boomers! Parks (14 parcs)
- Malibu Grand Prix (3 parcs)
- Mountasia (3 parcs)
- Raging Waters (3 parcs)
- SpeedZone (2 parcs)